# Grammy Latino de Melhor Álbum Instrumental
O Grammy Latino de Melhor Álbum Instrumental é um prêmio apresentado anualmente no Grammy Latino, uma cerimônia que reconhece a excelência e cria uma consciência mais ampla sobre a diversidade cultural e as contribuições de artistas latinos nos Estados Unidos e internacionalmente. O prêmio foi entregue pela primeira vez em 2001 com o nome de Melhor Álbum Pop Instrumental quando foi entregue a Nestor Torres pelo álbum This Side Of Paradise. No entanto, foi somente no Grammy Latino de 2004 que a categoria instrumental foi criada e o prêmio recebeu a atual denominação de Melhor Álbum Instrumental, que foi concedido a Yo-Yo Ma por Obrigado Brazil.
O músico Chick Corea é o maior vencedor desta categoria com dois prêmios. Em 2013, o álbum Presente do grupo Bajofondo tornou-se o primeiro álbum instrumental a ser indicado ao Grammy Latino de Álbum do Ano.

## Vencedores
| Ano  | Artista(s)                                                                | Obra                                                                         | Indicados | Ref.   |
| ---- | ------------------------------------------------------------------------- | ---------------------------------------------------------------------------- | --- | ------ |
| 2001 | Nestor Torres                                                             | This Side Of Paradise                                                        | - Andrés Alén – Pianoforte - Lara & Reyes – World Jazz - Keith Lockhart conduzindo a Orquestra Boston Pops – The Latin Album - Marcus Viana – Terra |        |
| 2002 | Chucho Valdés                                                             | Canciones Inéditas                                                           | - Gustavo Cerati – + Bien - Rey Guerra – De Sindo A Silvio - José Padilla – Navigator - Roberto Perera – Sensual | [ 3 ]  |
| 2003 | Bajofondo Tango Club - Juan Campodónico & Gustavo Santaolalla, produtores | Bajofondo Tango Club                                                         | - Tango di Blasio – Gardel - Orquestra Sinfônica de Barcelona e Nacional da Catalunha; Juan José García Caffi (diretor) – Historia Sinfonica del Pop Español - Spam Allstars – ¡Fuacata! Live - Nestor Torres – Mi Alma Latina                                                                          | [ 4 ]  |
| 2004 | Yo-Yo Ma                                                                  | Obrigado Brazil Live in Concert                                              | - Armandinho – Retocando O Choro - Paulo Moura – Estação Leopoldina - Ricardo Silveira – Noite Clara - Tanghetto – Emigrante (Electrotango) |        |
| 2005 | David Sánchez                                                             | Coral                                                                        | - Manuel Alejandro – Nuevos Caminos - Ed Calle – Ed Calle Plays Santana - Pedro Guzman – Ti ple Jazz - Gonzalo Rubalcaba e New Cuban Quartet – Paseo | [ 5 ]  |
| 2006 | Bebo Valdés                                                               | Bebo                                                                         | - Banda Mantiqueira – Terra Amantiquira - Paquito D'Rivera – The Jazz Chamber Trio - Luis Salinas – Luis Salinas Y Amigos En España - Mario Adnet & Zé Nogueira – Moacir Santos: Choros y Alegría | [ 6 ]  |
| 2007 | Chick Corea e Béla Fleck                                                  | The Enchantment                                                              | - Ray Barretto – Standards Rican-ditioned - Ed Calle – In The Zone - Carlos Franzetti Trio – Live In Buenos Aires - Hamilton de Holanda Quintet – Brasilianos | [ 7 ]  |
| 2008 | Orquestra Filarmônica de Bogotá                                           | Orquesta Filarmónica de Bogotá – 40 Años                                     | - Kenny G – Rhythm & Romance - Paulo Moura – Pra Cá E Para Lá - Gonzalo Rubalcaba – Avatar - Bebo Valdés e Javier Colina – Live at the Village Vanguard | [ 8 ]  |
| 2009 | Carlos Franzetti e Eddie Gómez                                            | Duets                                                                        | - Jovino Santos Neto e Weber Lago – Live At Caramoor - Mauro Senise – Lua Cheia Mauro Senise Toca Dolores Duran E Sueli Costa - Omar Sosa – Across The Divide - Bernie Williams – Moving Forward | [ 9 ]  |
| 2010 | Arturo Sandoval                                                           | A Time for Love                                                              | - Yamandu Costa e Hamilton de Holanda – Luz Da Aurora - Arthur Maia – O Tempo E a Musica - Paulo Moura e Armandinho – Afrobossanova - Soto 75 – Latin American Chillout | [ 10 ] |
| 2011 | Chick Corea, Stanley Clarke e Lenny White                                 | Forever                                                                      | - Al Di Meola – Pursuit of Radical Rhapsody - Escalandrum – Piazzolla Plays Piazzolla - Luis Salinas – Sin Tiempo - Omar Sosa – Calma | [ 11 ] |
| 2012 | Chick Corea, Paul Motian e Eddie Gómez                                    | Further Explorations                                                         | - Paquito D'Rivera e Berta Rojas – Día y Medio - Guinga + Quinteto Villa-Lobos – Rasgando Seda - Hamilton de Holanda – Brasilianos 3 - Miguel Zenón – Alma Adentro: The Puerto Rican Songbook |        |
| 2013 | Bajofondo                                                                 | Presente                                                                     | - Huáscar Barradas e Leopoldo Betancourt – Dos Mundos 2 - Hamilton de Holanda – Trio - Paquito D'Rivera e Sérgio Assad & Odair Assad – Dances From The New World - Theodore Kuchar conducting The Orquesta Sinfónica de Venezuela – Latin American Classics                                             |        |
| 2014 | Arthur O'Farrill e a Orquestra de Jazz Afro Latino                        | Final Night at Birdland                                                      | - Antonio Adolfo – O Piano de Antonio Adolfo - Yamandu Costa – Continente - Hamilton de Holanda – Caprichos - Mónica Fuquen – Esferas de Creación |        |
| 2015 | Ed Calle and Mamblue                                                      | Dr. Ed Calle Presents Mamblue                                                | - Antonio Adolfo – Tema - Chick Corea Trio – Triology - Kenny G – Brazilian Nights - Gustavo Santaolalla – Camino |        |
| 2016 | Hamilton de Holanda                                                       | Samba de Chico                                                               | - Víctor Biglione – Mercosul - João Donato – Donato Elétrico - Carlos Franzetti – Argentum - Bruno Miranda – Mosaico |        |
| 2017 | Michel Camilo e Tomatito                                                  | Spain Forever                                                                | - Cesar Camargo Mariano feat. Rudiger Liebermann, Walter Seyfarth & Benoit Fromanger – Joined - Gustavo Casenave – Conversations with Vladimir Stowe - Daniel Minimalia – Origen - Luis Salinas – El Tren                                                                                               |        |
| 2018 | Miguel Siso                                                               | Identidad                                                                    | - Yamandu Costa – Recanto - Hamilton de Holanda Trio – Hamilton de Holanda Trio – Jacob 10zz - Airto Moreira – Aluê - Hermeto Pascoal & Grupo – No Mundo dos Sons | [ 12 ] |
| 2019 | Gustavo Casenave                                                          | Balance                                                                      | - Cuban Sax Quintet – Saxofones Live Sessions - Edu Ribeiro, Fábio Peron e Toninho Ferragutti – Folia De Treis - Moisés P. Sánchez – Unbalanced Concerto For Ensemble - Miguel Zenón feat. Spektral Quartet – Yo Soy La Tradición                                                                       | [ 13 ] |
| 2020 | Daniel Minimalia                                                          | Terra                                                                        | - Leo Amuedo – Plays Daniel Figueiredo - Caetano Brasil – Cartografías - Compasses – Sotavento - Yamandu Costa featuring Marcelo Jiran – Festejo | [ 14 ] |
| 2021 | Toquinho e Yamandu Costa                                                  | Toquinho e Yamandu Costa - Bachianinha (Live at Rio Montreaux Jazz Festival) | - Omar Acosta e Sergio Menem – Entretiempo y Tiempo - Cristovão Bastos e Rogério Caetano – Cristovão Bastos e Rogério Caetano - Hamilton de Holanda e Mestrinho – Canto Da Praya - Ao Vivo - Ara Malikian – Le Petit Garage (Live)                                                                      | [ 15 ] |
| 2022 | Hamilton de Holanda                                                       | Maxixe Samba Groove                                                          | - C4 Trío – Back to 4 - Gerry Weil & Orquestra Sinfônica Simón Bolívar – Gerry Weil Sinfónico - Grupo Raíces de Venezuela – Ofrenda - Daniela Padrón & Glenda del E – Ella | s      |
| 2023 | Camilo Valencia & Richard Bravo                                           | Made In Miami                                                                | - Renesito Avich – Tres - Cristovão Bastos & Mauro Senise – Choro Negro - Jorge Glem & Sam Reider – Brooklyn-Cumana - ADDA Simfònica, Josep Vicent & Emilio Solla – The Chick Corea Symphony Tribute. Ritmo - Miguel Zenón, José A. Zayas Cabán, Ryan Smith & Casey Rafn – Romance al Campesino Porteño | [ 17 ] |